# Девичанска поља
Девичанска поља (рус. Освое́ние целины́) је био назив за привредни пројекат који је 1953. године покренуо совјетски вођа Никита Хрушчов с циљем повећања пољопривредне производње у Совјетском Савезу како би се смањио недостатак хране на одређеним подручјима Совјетског Савеза.
Септембра 1953. године, Хрушчов, два ађутанта, два уредника „Правде“ и један стручњак за агрономију, састали су се како би проценили озбиљност пољопривредне кризе у Совјетском Савезу тих година. Георгиј Маљенков је раније исте године примио признање за представљање реформи које је требало да реше пољоприведни проблем у држави, укључујући повећање исплате коју је држава давала колхозима за испоруке хране, смањење пореза и остало. Хрушчов је проширио Маљенковљеве реформе и закључио да би према његовом плану 130.000 км2 необрађене земље требало да буде култивисано до 1956. године. То подручје је обухватало простор десне обале реке Волге, северни Кавказ, западни Сибир и северни Казахстан.
Хрушчов је приоритет у обради земље током кампање дао совјетској омладини, односно члановима омладинске организације Комсомол, која је на овом пројекту имала прилику да искаже свој ударнички потенцијал. Током лета 1954. године, око 300.000 совјетских омладинаца и омладинки упутило се на обрађивање земље захваћене пројектом. Након успешне прве године и изванредних резултата жетве 1954. године, Хрушчов је оригинални план од планираних 130.000 км2 територије предвиђених за култивисање земље, повисио на 300.000 км2.
Између 1954. и 1958. године, држава је утрошила 30,.7 милиона рубаља на пројект Девичанских поља и у истом периоду произвела пољопривредне производе у вредности 48,8 милијарди рубаља. Између 1954. и 1960. године, површина култивисане земље у Совјетском Савезу повећана је за 46 милиона хектара, од чега је 90% отпадало на Девичанска поља.
Иако су се почетни успеси Девичанских поља показали изванреднима, пројекат се показао исплатив само у кратком временском периоду. Производња пољопривредних производа је након 1956. почела да опада. Хрушчов је означио крај пројекта до 1959, не успевши да надмаши америчку годишњу пољопривредну производњу до 1960. године.